# Jean-Joseph Weerts
Jean-Joseph Weerts (Roubaix, 1º maggio 1846 – Parigi, 28 settembre 1927) è stato un pittore francese di origine belga.

## Biografia
Jean-Joseph Weerts nacque a Roubaix, in rue des Fabricants, da genitori belgi, Johanes Cornelius Weerts e Petronile Van De Moosdyck, in una famiglia di nove figli. Iniziò spontaneamente a disegnare nel laboratorio di suo padre, un geniale costruttore meccanico. Notato il talento innato del ragazzo, i genitori lo iscrissero all'Accademia di belle arti di Roubaix. Weerts fu dunque iniziato all'arte da Constantin Mils nel 1858. Nel 1867 ricevette una borsa di studio dalla città di Roubaix per proseguire gli studi a Parigi presso l'École des beaux-arts. Assegnato all'atelier di Alexandre Cabanel ne divenne allievo.
Weerts fu un artista estremamente prolifico: terminati gli studi, ma anche a partire dagli ultimi tempi di permanenza nell' "École", Weerts iniziò a dipingere senza sosta. La sua produzione, alla fine, fu di quasi settecento opere: soprattutto ritratti, quadri storici e tele di ispirazione o di soggetto religioso. Nel 1883 la sua Morte di Bara, gli valse il conferimento della Legion d'onore.
Decorò anche un notevole numero di edifici pubblici in tutta la Francia, come il Municipio di Roubaix, dove, nel 1913, dipinse l'episodio della "Carta del 1469", nella Sala intitolata a Pierre de Roubaix.
Nel 1900, fu nominato honoris causa membro della "Società dei Rosati".
Morì a Parigi, ottantunenne, e fu sepolto nel cimitero di Père-Lachaise, (82ª divisione). Una strada di Roubaix porta il suo nome e un monumento marmoreo, eseguito dallo scultore Alexandre Descatoire, è stato eretto in sua memoria nel Parco Barbieux della stessa città..

## Opere

### Opere presenti in collezioni pubbliche
- Concours d'éloquence à Lugdunum, sous Caligula, affresco,[5] Lione, Università Lumière Lione 2, grande anfiteatro.[6]
- France! o L'Alsace et la Lorraine désespérées,[7][8] Nancy, Museo Lorrain.

## Galleria d'immagini

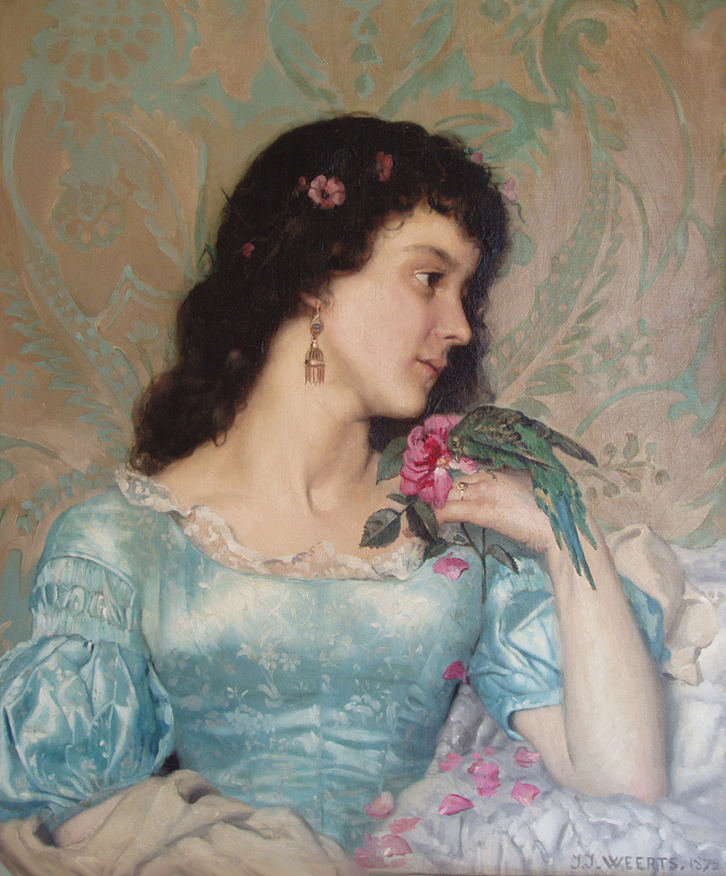
Ragazza pensosa con pappagallino
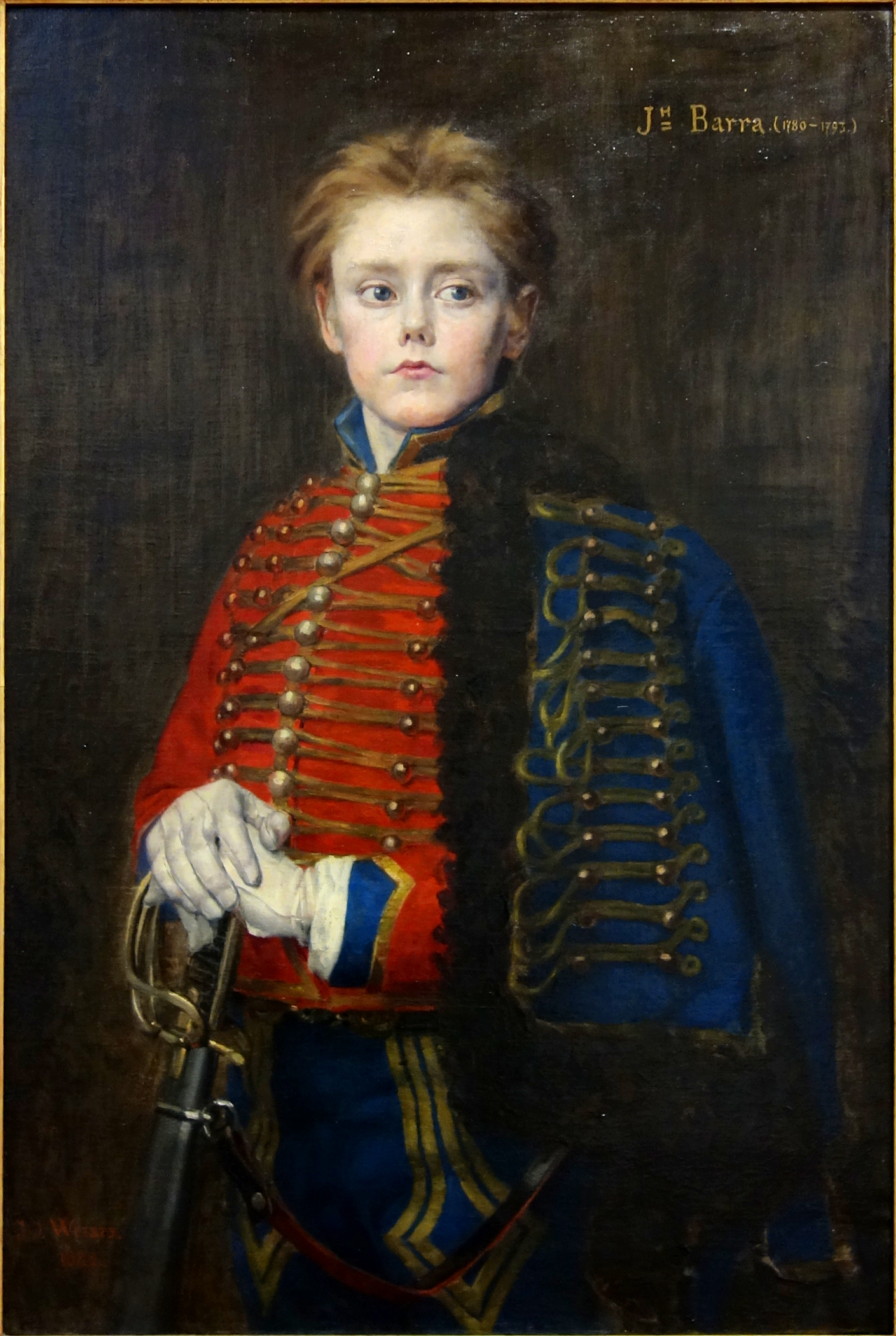
Joseph Bara
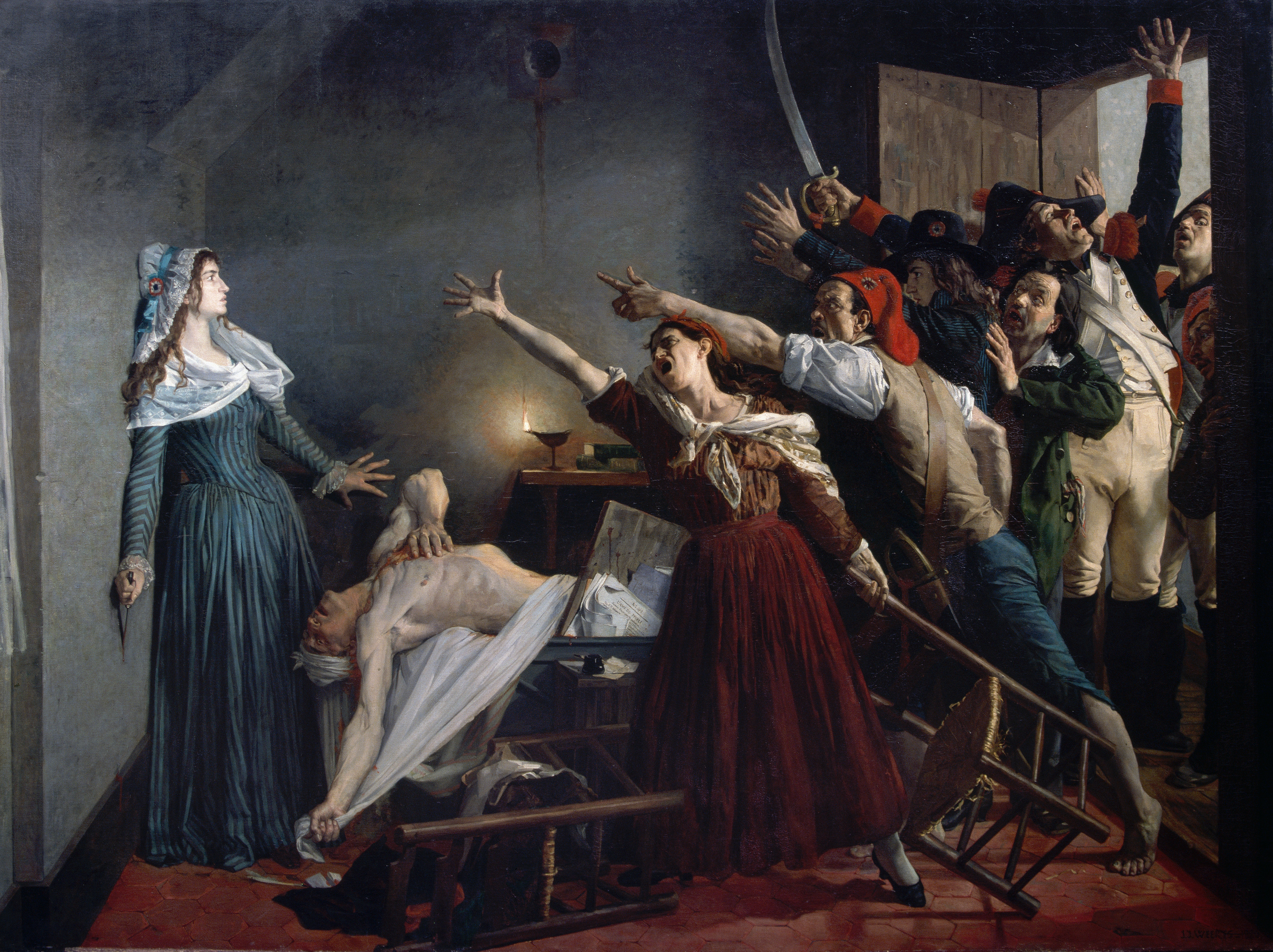
L'assassinio di Marat
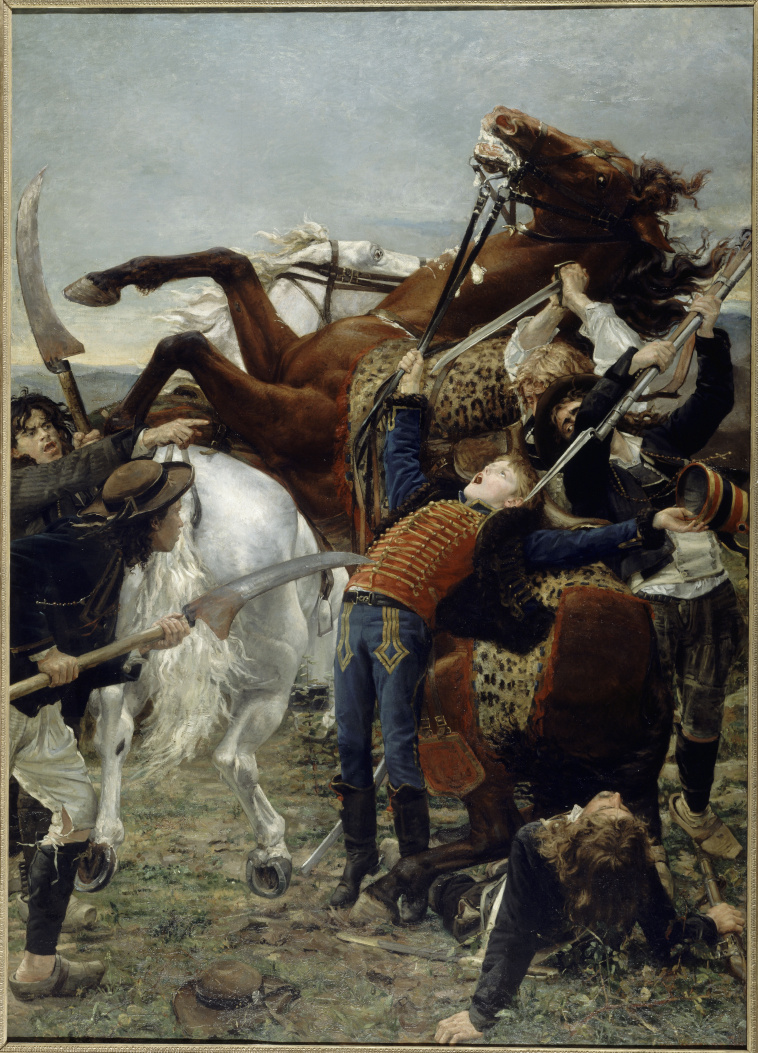
Morte di Bara
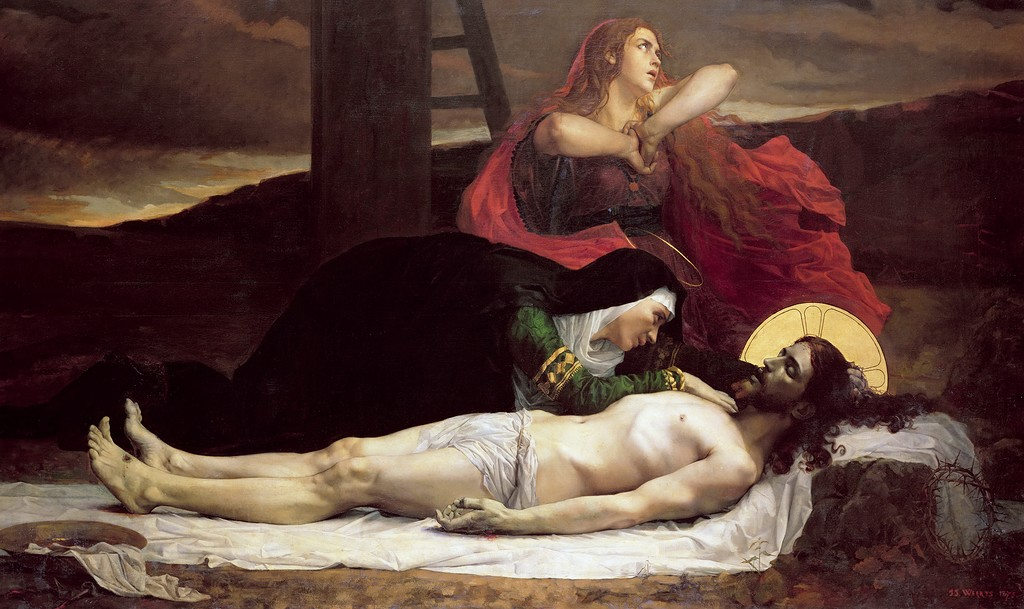
Deposizione

## Altri progetti

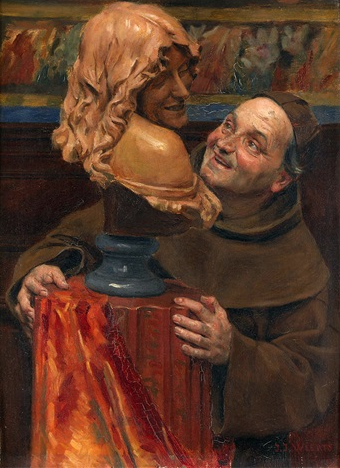
Il monaco